# Sorghastrum nutans
Sorghastrum nutans är en gräsart som först beskrevs av Carl von Linné, och fick sitt nu gällande namn av George Valentine Nash. Sorghastrum nutans ingår i släktet Sorghastrum och familjen gräs. Inga underarter finns listade i Catalogue of Life.

## Bildgalleri

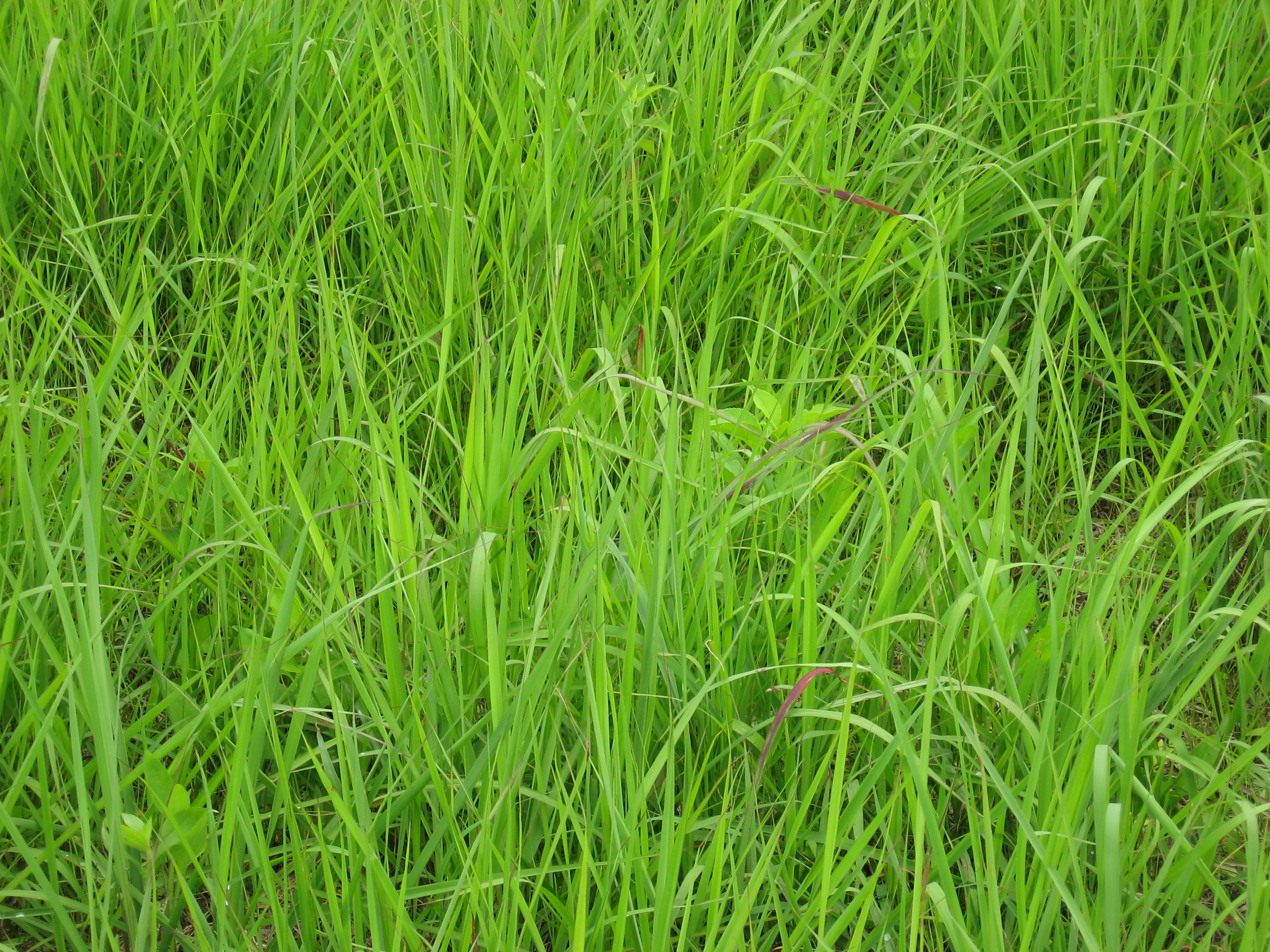
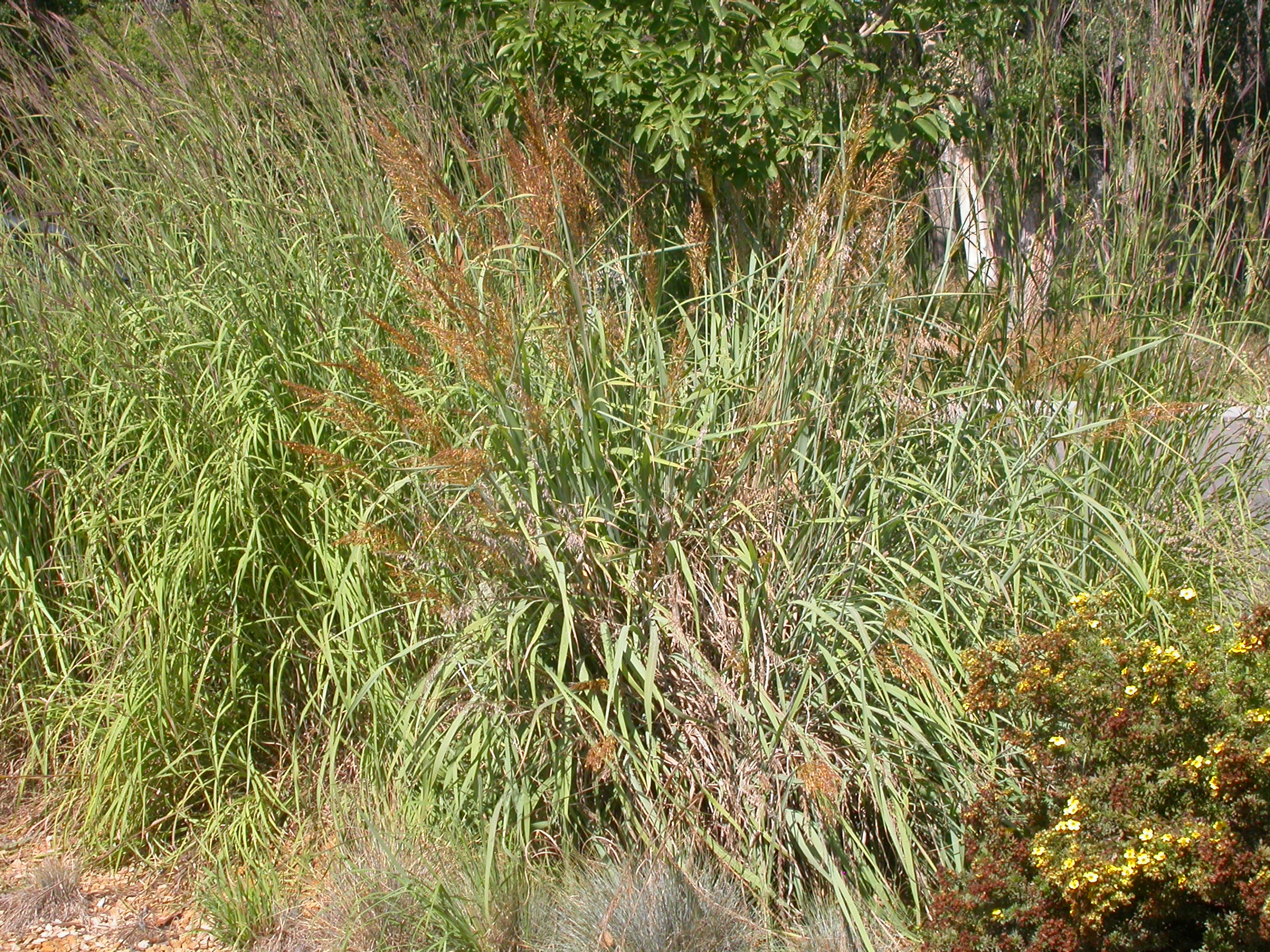
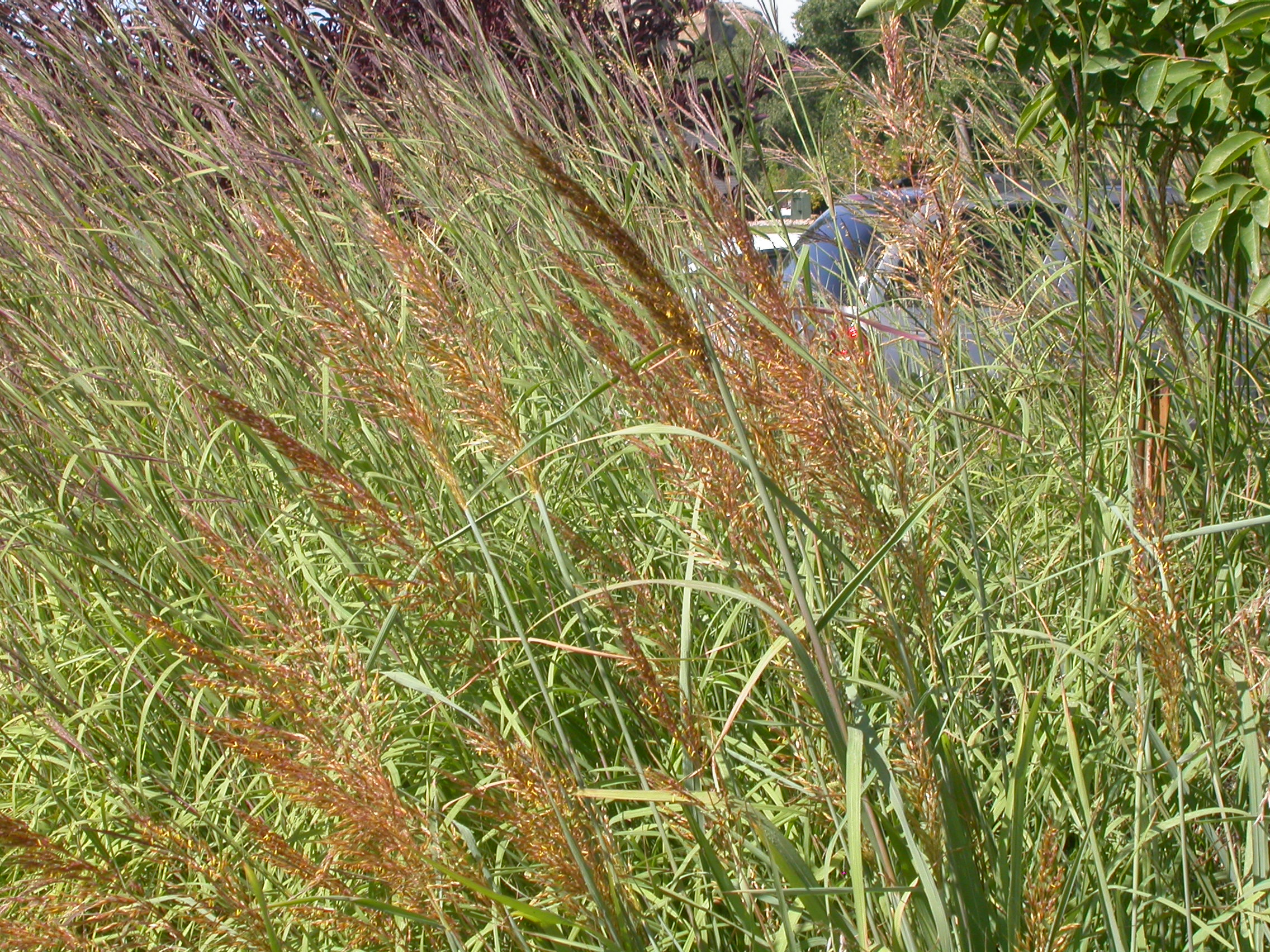
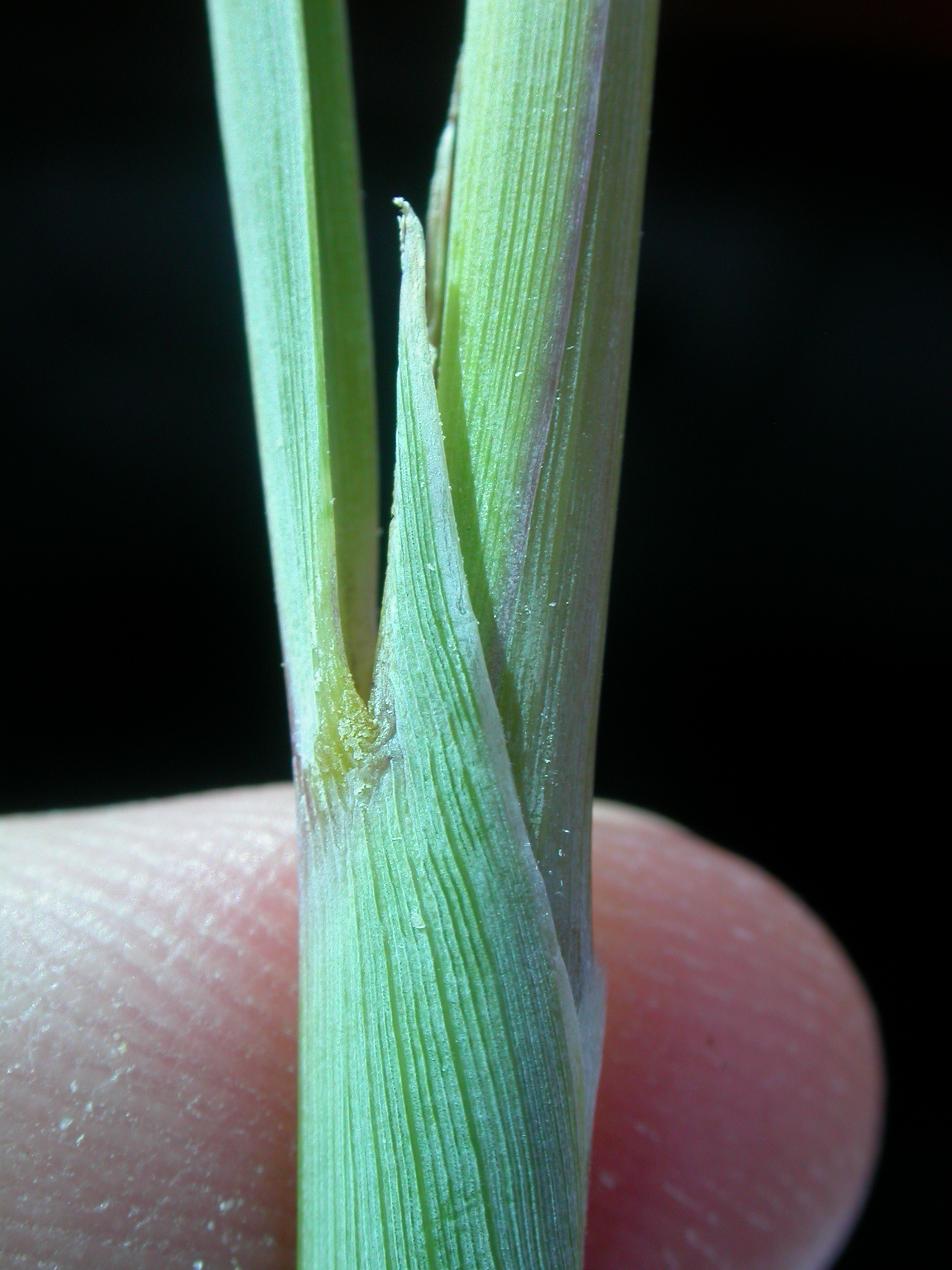